# Nathan Clarke (Radsportler)
Nathan Clarke (* 18. Februar 1978) ist ein australischer Bahn- und Straßenradrennfahrer.
Nathan Clarke gewann 1996 bei der Junioren-Bahnradweltmeisterschaft in Novo mesto die Bronzemedaille im 1000-m-Zeitfahren. Beim Sechstagerennen im neukaledonischen Nouméa wurde er in den Jahren 2000 und 2001 jeweils Dritter. 2005 wurde er australischer Meister in der Mannschaftsverfolgung mit Matthew Goss, Mark Jamieson und Stephen Rossendell. Diesen Titel konnte er im nächsten Jahr in derselben Zusammensetzung verteidigen.
Auf der Straße gewann er 2001 das belgische Eintagesrennen Hassel-Spa-Hasselt und 2002 wurde er dort Zweiter. Außerdem gewann er in der Saison 2008 jeweils eine Etappe bei der Tour of Perth und bei der Tour of Gippsland.

## Erfolge
2005
- Australischer Meister – Mannschaftsverfolgung (mit Matthew Goss, Mark Jamieson und Stephen Rossendell)

2006
- Australischer Meister – Mannschaftsverfolgung (mit Matthew Goss, Mark Jamieson und Stephen Rossendell)

## Teams
- 2008 Praties